# Rabeda (Taboadela)
Rabeda (llamada oficialmente Santiago da Rabeda) es una parroquia del municipio español de Taboadela, en la provincia de Orense, Galicia.

## Toponimia
La parroquia también es conocida por el nombre de Santiago de Rabeda.

## Organización territorial
La parroquia está formada por siete entidades de población:
- Abeledo
- A Rectoral
- A Venda do Río
- Pazos
- Pereiras (Pereira)
- Silvosiño
- Silvoso

## Demografía
| Gráfica de evolución demográfica de Rabeda entre 2000 y 2023 |
|                                                              |
| Datos según el nomenclátor publicado por el INE.             |